# Grand Prix Velké Británie 1968
Grand Prix Velké Británie 1968 (oficiálně XXI RAC British Grand Prix) se jela na okruhu Brands Hatch v Kentu ve Velké Británii dne 20. července 1968. Závod byl sedmým v pořadí v sezóně 1968 šampionátu Formule 1.

## Závod
| Poř.   | No. | Jezdec               | Konstruktér       | Počet kol | Čas/Odstoupení    | Pořadí na startu | Body |
| ------ | --- | -------------------- | ----------------- | --------- | ----------------- | ---------------- | ---- |
| 1      | 22  | Jo Siffert           | Lotus-Ford        | 80        | 2:01:20.3         | 4                | 9    |
| 2      | 5   | Chris Amon           | Ferrari           | 80        | + 4.4             | 3                | 6    |
| 3      | 6   | Jacky Ickx           | Ferrari           | 79        | + 1 kolo          | 12               | 4    |
| 4      | 1   | Denny Hulme          | McLaren-Ford      | 79        | + 1 kolo          | 11               | 3    |
| 5      | 7   | John Surtees         | Honda             | 78        | + 2 kola          | 9                | 2    |
| 6      | 14  | Jackie Stewart       | Matra-Ford        | 78        | + 2 kola          | 7                | 1    |
| 7      | 2   | Bruce McLaren        | McLaren-Ford      | 77        | + 3 kola          | 10               |      |
| 8      | 20  | Piers Courage        | BRM               | 72        | + 8 kol           | 16               |      |
| Ret    | 4   | Jochen Rindt         | Brabham-Repco     | 55        | Únik paliva       | 5                |      |
| Ret    | 10  | Pedro Rodríguez      | BRM               | 52        | Motor             | 13               |      |
| NC     | 19  | Silvio Moser         | Brabham-Repco     | 52        | Neklasifikován    | 19               |      |
| Ret    | 9   | Jackie Oliver        | Lotus-Ford        | 43        | Řazení            | 2                |      |
| Ret    | 16  | Robin Widdows        | Cooper-BRM        | 34        | Zapalování        | 18               |      |
| Ret    | 8   | Graham Hill          | Lotus-Ford        | 26        | Hřídel            | 1                |      |
| Ret    | 15  | Vic Elford           | Cooper-BRM        | 26        | Motor             | 17               |      |
| Ret    | 18  | Jean-Pierre Beltoise | Matra             | 11        | Motor             | 14               |      |
| Ret    | 11  | Richard Attwood      | BRM               | 10        | Chladič           | 15               |      |
| Ret    | 24  | Dan Gurney           | Eagle-Weslake     | 8         | Palivové čerpadlo | 6                |      |
| Ret    | 23  | Jo Bonnier           | McLaren-BRM       | 6         | Motor             | 20               |      |
| Ret    | 3   | Jack Brabham         | Brabham-Repco     | 0         | Motor             | 8                |      |
| WD     | 12  | Tony Lanfranchi      | BRM               |           |                   |                  |      |
| WD     | 17  | Lucien Bianchi       | Cooper-Alfa Romeo |           |                   |                  |      |
| WD     | 21  | Tom Jones            | Cooper-Maserati   |           |                   |                  |      |
| Zdroj: |     |                      |                   |           |                   |                  |      |

## Průběžné pořadí po závodě
Pohár jezdců
|        | Pořadí | Jezdec          | Body |
| ------ | ------ | --------------- | ---- |
|        | 1      | Graham Hill     | 24   |
|        | 2      | Jacky Ickx      | 20   |
|        | 3      | Jackie Stewart  | 17   |
|        | 4      | Denny Hulme     | 15   |
|        | 5      | Pedro Rodríguez | 10   |
| Zdroj: |        |                 |      |

Pohár konstruktérů
|        | Pořadí | Konstruktér  | Body |
| ------ | ------ | ------------ | ---- |
|        | 1      | Lotus-Ford   | 38   |
| 1      | 2      | Ferrari      | 25   |
| 1      | 3      | McLaren-Ford | 22   |
|        | 4      | Matra-Ford   | 20   |
|        | 5      | BRM          | 17   |
| Zdroj: |        |              |      |